# الواح ابلا

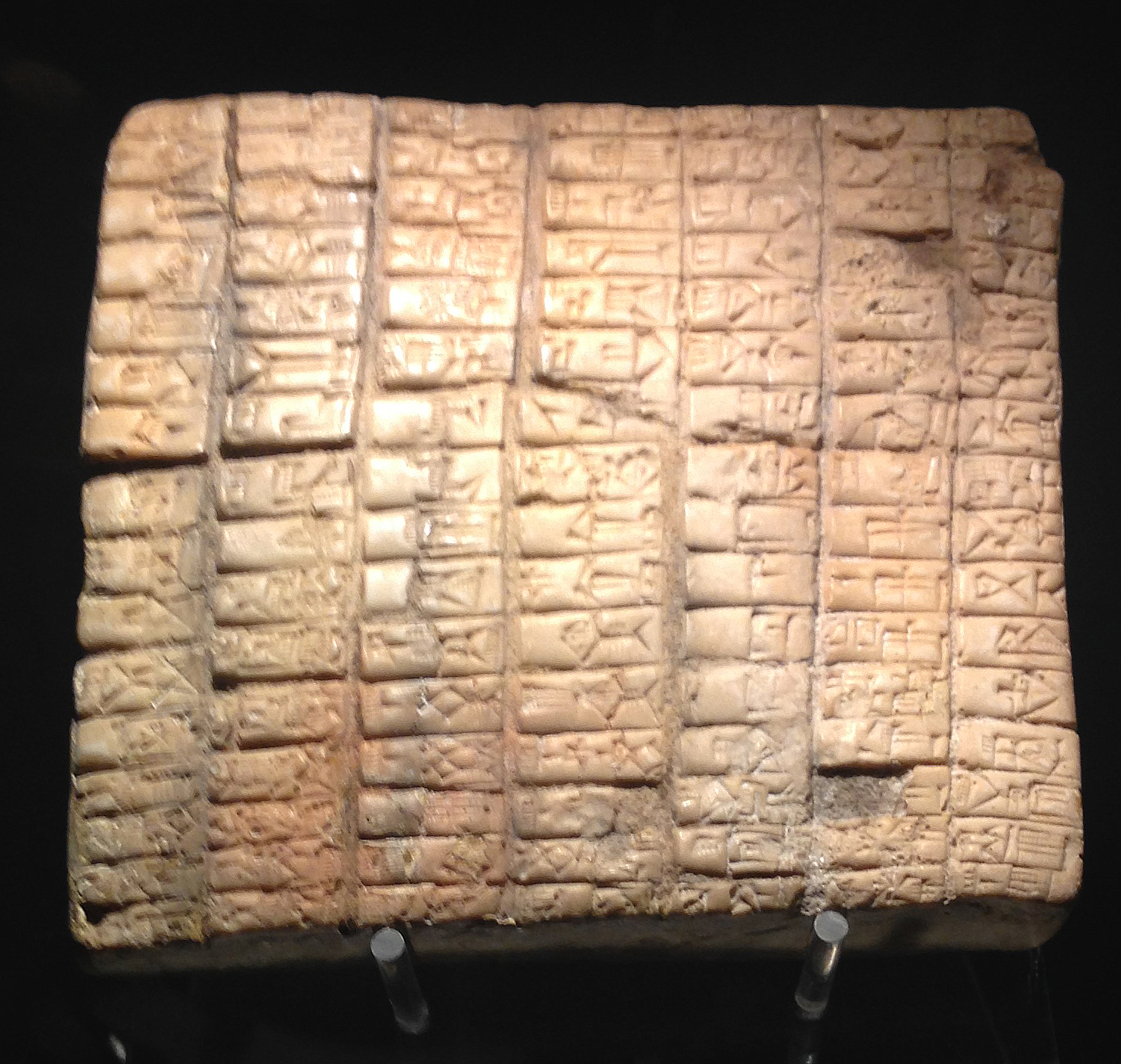
یکی از الواح آرشیو

الواح ابلا مجموعه ای از 1800 لوح رسی، 4700 قطعه و هزاران تراشه کوچک است که در آرشیو کاخ شهر باستانی ابلا، سوریه یافت شده است. این لوح ها توسط باستان شناس ایتالیایی پائولو ماتیه و تیمش در سال های 1974 تا 1975 در حفاری هایشان در شهر باستانی تل مردیخ کشف شد. الواح که در محل در قفسه های فرو ریخته یافت شدند، بسیاری از برچسب های سفالی معاصر خود را حفظ کردند تا به آنها کمک کنند. تاریخ همه آنها به دوره بین 2500 سال قبل از میلاد و ویرانی شهر 2250 قبل از میلاد برمی گردد. امروزه این لوح ها در موزه های شهرهای حلب، دمشق و ادلب سوریه نگهداری می شوند.